# Agrostophyllum malindangense
Agrostophyllum malindangense är en orkidéart som beskrevs av Oakes Ames. Agrostophyllum malindangense ingår i släktet Agrostophyllum och familjen orkidéer. Inga underarter finns listade i Catalogue of Life.